# Майор, Адриенна
Адриенна Майор (англ. Adrienne Mayor; род. 22 апреля 1946, Бентон, Иллинойс, США) — историк античной науки и классический фольклорист. Майор специализируется на античной истории и на изучении так называемой «folk science», направлении исследований, изучающем представления о мире в донаучных культурах.